# Ильгюциемс
И́льгюциемс (латыш. Iļģuciems, нем. Ilgezeem) — микрорайон Риги. Находится в Задвинье (Курземский район). Ограничен каналом Зундс, улицей Буллю, железнодорожной линией Засулаукс — Болдерая. В 50-х годах XX века на территории района стали возводиться многоэтажные здания. Позже в южной части возник жилой массив Гривас. Основные улицы: Дзирциема, Дагмарас, Даугавгривас, Буллю и Лидоню.

## История

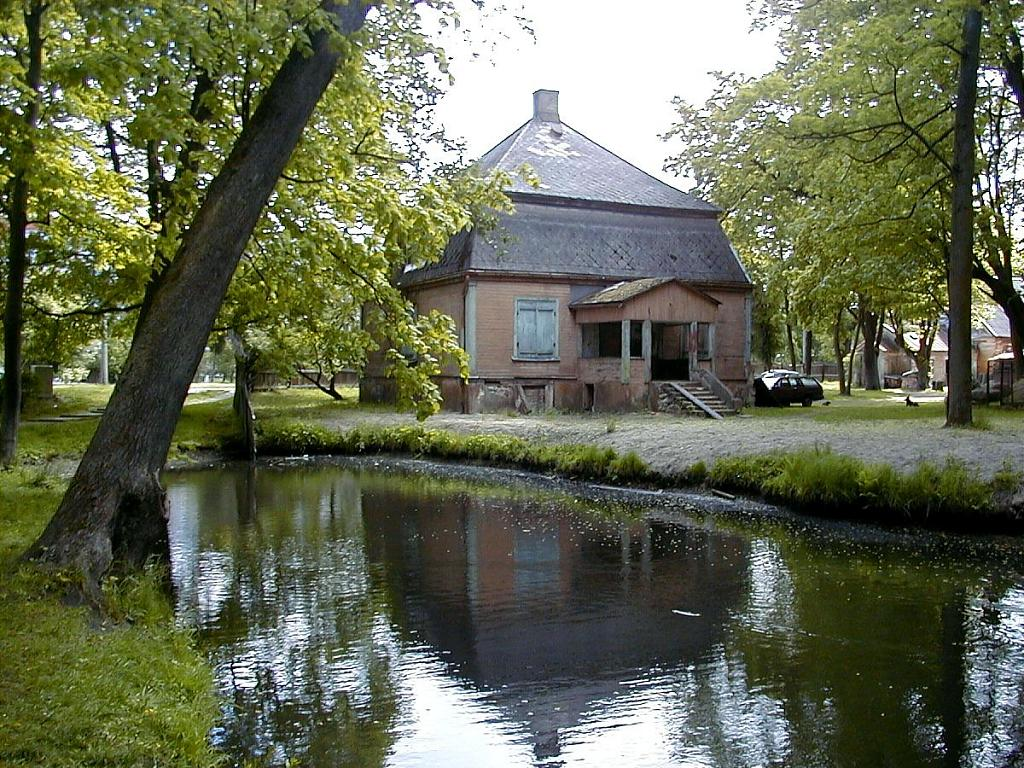
Старинная усадьба Нордеки в Ильгюциемсе

В 1226 году Ригу посетил папский легат Вильгельм Моденский. В числе прочих мероприятий, он подарил конвенту Святого Духа земли на левом берегу. Те обрадовались, и назвали свою усадьбу Двором Святого Духа — на нижненемецком Hilgen geest have. Рядом появился посёлок; название которого переняли у монашеской усадьбы, и так появился на карте Hilgen geest zeem. Разговорная речь внесла свои изменения, и ныне это место называется Ильгюциемсом.
В XVII веке в Ильгюциемсе было 50 участков. В 1667 году была основана Зундская школа, вторая появилась в 1689 году. Незадолго до этого рижане начали устраивать свои огороды, а сено со Спилвских лугов считали лучшим в Риге. Много пришлось пережить во время Северной войны, когда баталии разворачивались совсем рядом и унесли порядка половины домов и множество человеческих жизней.
Ильгюциемс в начале XVIII века оставался поселением людей, по роду деятельности связанных с морем, однако к концу века его уже затронул рассвет промышленной революции. По притоку Даугавы Зунду было легко доставлять грузы, ограничение на строительство каменных домов не касалось этого отдалённого места, оттого всё вело к появлению типичного пролетарского поселения. Так в конце концов и вышло: здесь производили проволоку и целлюлозу, ножи и стекло, хлопок и анилиновые краски, сукно и болты от сельхозмашин, пилили лес и делали пиво. Такое развитие обеспечило Ильгюциемсу место в черте города с 24 декабря 1786 года.
Центр общественной жизни — улица Даугавгривас, на ней в конце XIX века находилось пять пивных, и ещё в трёх местах на той же улице можно было приобрести водку. В посёлке было только самое необходимое: пекарня, аптека, часовая мастерская. Рыночную площадь открыли 1 мая 1892 года, в 1896 году места уже не хватало, пришлось расширять. Работали две элементарные школы: для девочек на Буллю, 6, и для мальчиков на Кулдигас, 2.
Рядом с холмом Дзегужкалнс — костёл Святого Иосифа. Сначала его собирались строить в Саркандаугаве, но там тогда же началось возведение другой католической церкви, и новостройке подыскали иное место. Кстати, новостройка не получилась, и использовали уже существующее деревянное здание площадью в 78 квадратных метров, бывшее и складом, и кинозалом, и теперь ставшее церковью. Первое богослужение случилось в 1943 году, но дальше дело со строительством продвигалось медленно, и к приходу советской власти башню всё-таки не построили. СССР поддерживал атеизм, и ремонт невзрачной церквушки был бы идеологически сомнителен. Поэтому башню возвести удалось только в 1980-х.

## Транспорт

### Трамвай
- № 5 Ильгюциемс — Милгравис (Iļģuciems — Mīlgrāvis).

### Троллейбус
- № 9 Привокзальная площадь — Ильгюциемс (Stacijas laukums — Iļģuciems).
- № 25 Улица Бривибас — Ильгюциемс (Brīvības iela — Iļģuciems).

### Автобус
- № 3 Плявниеки — Болдерая (Pļavnieki — Bolderāja).
- № 13 Станция Бабите — Пречу-2 (Babītes stacija — Preču 2).
- № 30 Привокзальная площадь — Болдерая (Stacijas laukums — Bolderāja)
- № 54 Привокзальная площадь — Волери (Stacijas laukums — Voleri).

### Железная дорога
- Ильгюциемс — железнодорожная станция[1] на ответвлении от линии Засулаукс — Болдерая. Путь из Ильгюциемса примыкает к линии на станции Лачупе. Пассажирского движения нет. Станция обслуживает грузы для предприятий.

В будущем возможен пуск электрички.